# Mapleton (Maine)
Mapleton és una població dels Estats Units a l'estat de Maine (EUA). Segons el cens del 2000 tenia 1.889 habitants.

## Demografia
Segons el cens del 2000, Mapleton tenia 1.889 habitants, 749 habitatges, i 548 famílies. La densitat de població era de 21,4 habitants/km².
Dels 749 habitatges en un 32,2% hi vivien nens de menys de 18 anys, en un 65,3% hi vivien parelles casades, en un 4,5% dones solteres, i en un 26,8% no eren unitats familiars. En el 20,8% dels habitatges hi vivien persones soles el 8,8% de les quals corresponia a persones de 65 anys o més que vivien soles. El nombre mitjà de persones vivint en cada habitatge era de 2,52 i el nombre mitjà de persones que vivien en cada família era de 2,91.
Per edats la població es repartia de la següent manera: un 24,2% tenia menys de 18 anys, un 6,6% entre 18 i 24, un 31,4% entre 25 i 44, un 25,5% de 45 a 60 i un 12,3% 65 anys o més.
L'edat mediana era de 39 anys. Per cada 100 dones de 18 o més anys hi havia 100,7 homes.
La renda mediana per habitatge era de 36.188 $ i la renda mediana per família de 41.719 $. Els homes tenien una renda mediana de 30.143 $ mentre que les dones 22.875 $. La renda per capita de la població era de 17.276 $. Entorn del 3,7% de les famílies i el 6,2% de la població estaven per davall del llindar de pobresa.